# Gegeneophis danieli
Gegeneophis danieli es una especie de anfibio gimnofión de la familia Indotyphlidae.
Fue descubierta cerca de Amboli, en los Ghats Occidentales de Maharashtra, en la India.
Se considera endémica del distrito de Sindhudurg. Se halla a una altitud de unos 850 m s. n. m.
El nombre específico es en honor a J.C. Daniel (Jivanayakam Cyril Daniel), que fue director de la Sociedad de Historia Natural de Bombay.
El holotipo de la especie es una hembra de 193 mm, de dorso de color gris acero con reflejos gris lavanda, y más oscuro que la parte ventral.